# Outer Coastal Plain AVA
Outer Coastal Plain AVA (anerkannt seit dem 9. Februar 2007) ist ein Weinbaugebiet im US-Bundesstaat New Jersey. Das Gebiet erstreckt sich über die Verwaltungsgebiete vom Cumberland-, Cape May-, Atlantic- und Ocean County sowie in Teilbereichen der Countys Salem, Gloucester, Camden, Burlington und Monmouth. Outer Coastal Plain AVA ist eine geschützte Herkunftsbezeichnung.
Der Boden ist meist sandig oder besteht aus sehr sandigem Lehm; er ist somit gut drainiert. Der Boden ist jedoch nicht sehr fruchtbar. Aufgrund der Nähe zum Atlantik und zur Delaware Bay ist das Klima meist gemäßigt und die Region verfügt über eine lange Vegetationsperiode für die Rebsorten.
Aufgrund des kühlen Klimas in nördlichen Bereichen des Outer Coastal Plain fern dem Atlantik gibt es einen relativ hohen Anteil von französischen Hybridreben wie Chambourcin, Seyval Blanc usw.